# Chemise

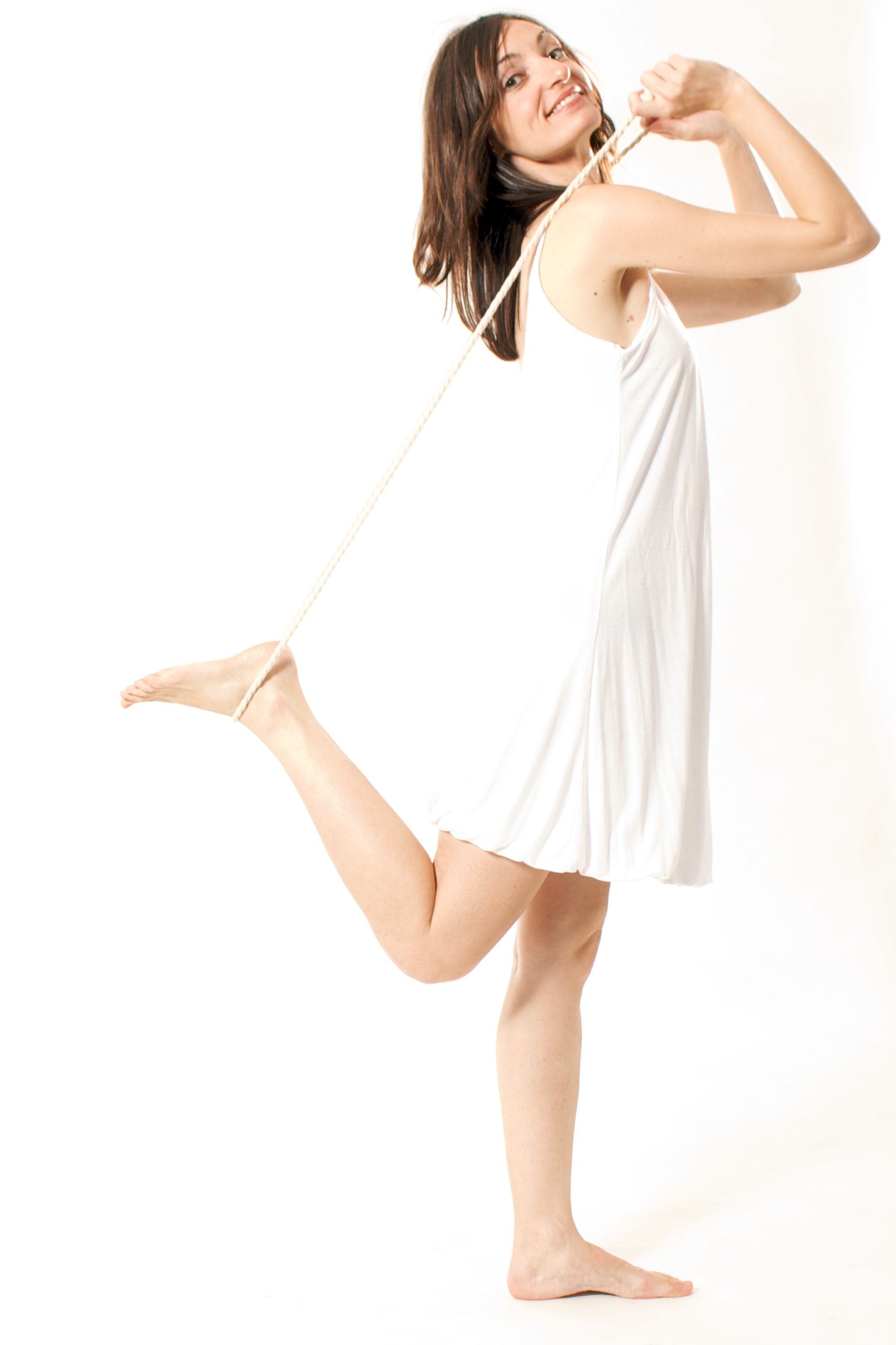
Chemise

Chemise (franska chemise "skjorta", "linne") är ett lårkort nattplagg för kvinnor. 
Inom franskan har det ursprungligen betytt skjorta, men troligen lånats in från ordet chemis, nattlinne eller särk. Det sena av 1700-talets antikinspirerade klänningar kom att kallas chemiseklänningar. Även 1920-talets korta raka klänningar har kallats chemisesklänningar.
Materialet är oftast satin eller nylon. Kan eventuellt användas som kort underklänning. Chemisen är vanligen kortare än peignoiren, men längre än en baby doll.